# (188139) Stanbridge
(188139) Stanbridge est un astéroïde de la ceinture principale.

## Description
(188139) Stanbridge est un astéroïde de la ceinture principale. Il fut découvert le 6 février 2002 à Kitt Peak par Marc William Buie. Il présente une orbite caractérisée par un demi-grand axe de 3,06 UA, une excentricité de 0,07 et une inclinaison de 5,3° par rapport à l'écliptique.